# George Magan
Pour les articles homonymes, voir Magan (homonymie).
George Morgan Magan, baron Magan de Castletown (né le 14 novembre 1945), est un ancien membre conservateur de la Chambre des lords du Royaume-Uni qui est déclaré en faillite en septembre 2020. 

## Biographie
Il vient d'une famille anglo-irlandaise et est le fils du brigadier Bill Magan, qui est directeur du MI5. Il fait ses études au Winchester College puis devient Expert-comptable.
Il est proche de Iain Duncan Smith, auquel il a prêté une voiture avec chauffeur.
Le 25 janvier 2011, Magan est fait pair à vie en tant que baron Magan de Castletown, de Kensington dans le quartier royal de Kensington et Chelsea, et est présenté à la Chambre des lords le 27 janvier 2011, où il siège en tant que conservateur.
Son nom apparait dans les Paradise Papers en 2017.
En 2017, Magan obtient un prêt d'un autre pair, Lord Ashcroft, pour éviter une demande de mise en faillite à Londres.
En 2018, il est condamné à payer 572 000 € d'arriérés de prêts.
En septembre 2019, Magan est expulsé de Castletown Cox pour défaut de paiement de loyer de 100 000 € par an à la fiducie dans laquelle il a placé le domaine, qui a vendu la propriété pour 19 millions d'euros en 2018. La Haute Cour de Dublin statue que Lord Magan n'a pas droit à une nouvelle location du Castletown Cox Mansion.
En octobre 2019, la Haute Cour de Londres condamne Magan à une semaine d'emprisonnement, avec sursis pendant six semaines après avoir jugé qu'il a commis un outrage au tribunal pour avoir omis de fournir toutes les informations demandées sur ses finances.
Le 8 septembre 2020, Magan est déclaré en faillite par la Haute Cour de justice de Londres. En décembre 2020, Magan perd son appel devant la Haute Cour d'Irlande pour annuler son expulsion de Castletown Cox.
Magan n'est actuellement pas éligible à siéger à la Chambre des lords et est démis de ses fonctions en septembre 2020.